# 엉클 엘머
엉클 엘머(Uncle Elmer)는 본명은 스탠리 C 프레이저(Stanley C Fraizer, 1937년 8월 16일 ~ 1992년 7월 1일)다. 미국의 프로레슬링선수며 키는 208cm 몸무게는 190kg이다.
주로 지역 기믹 레슬러였으며 그의 거대한 크기와 독특한 성격 때문에 고용되었다. 1985년부터 1986년까지 세계 레슬링 연맹에서 엘머 삼촌(Uncle Elmer)으로 잘 알려져 있다. 그는 당시 주요 미디어 이벤트였던 새터데이 나이트의 메인 이벤트 II 에피소드에서 조이스 스타즈코와 결혼했다.